# Shaun Weiss
Pour les articles homonymes, voir Weiss.
Shaun Weiss est un acteur américain né le 27 août 1978 à Montvale, New Jersey (États-Unis).
Il est connu pour son interprétation de Greg Goldberg dans les films Les Petits Champions et le film Disney La Colo des gourmands.

## Biographie
Weiss a commencé sa carrière d'acteur en tant qu'Elvis sur Pee-wee's Playhouse.
Il a joué un rôle remarquable dans le rôle de Sean dans les séries télévisées Freaks et Geeks de la chaîne NBC, ainsi que dans la série américaine Un gars du Queens. Il est apparu dans des publicités pour Captain Morgan, Castrol, Verizon Wireless et ESPN Mobile MVP. Weiss est apparu dans le film Drillbit Taylor, faisant son apparition comme conducteur de bus scolaire au début du film.
Weiss a été arrêté le week-end du 3 août 2018 pour intoxication publique et une nouvelle fois en janvier 2020 pour avoir tenté de cambrioler une maison. Il a des problèmes de consommation de méthamphétamine[réf. nécessaire].

## Filmographie

### Télévision
- 1992 : Here and Now (série télévisée) : William
- 1995 : Crazy for a Kiss (TV) : Mike Kinross
- 1996 : Mr. Rhodes (en) (série télévisée) : Jake
- 1997 : The Tony Danza Show (série télévisée) : Stuey Mandelker
- 1999 : Undressed (série télévisée) : Pete (1999: Season 1)

### Cinéma
- 1992 : Les Petits Champions (The Mighty Ducks) : Greg Goldberg
- 1994 : Les Petits Champions 2 (D2: The Mighty Ducks) : Greg Goldberg
- 1995 : La Colo des gourmands (Heavy Weights) : Josh Burnbalm
- 1996 : Les Petits Champions 3 (D3: The Mighty Ducks) : Greg "Goldie" Goldberg
- 2000 : Rave (en) : Lazy
- 2002 : Pumpkin : Randy Suskind
- 2002 : Pack of Dogs : Stu
- 2005 : Suits on the Loose : Elder Talbot
- 2008 : Drillbit Taylor, garde du corps (Drillbit Taylor) de Steven Brill : conducteur du bus
- 2023 : La Révolution de Jésus (Jesus Revolution) de Jon Erwin : Dick